# La Vallaccia - Pizzo Filone
La Vallaccia - Pizzo Filone este o arie protejată (arie specială de conservare — SAC, sit de importanță comunitară — SCI) din Italia întinsă pe o suprafață de 1.982 ha, integral pe uscat.

## Localizare
Centrul sitului La Vallaccia - Pizzo Filone este situat la coordonatele 46°29′35″N 10°10′12″E / 46.493056°N 10.17°E.

## Înființare
Situl La Vallaccia - Pizzo Filone a fost declarat sit de importanță comunitară în iunie 1995 pentru a proteja 42 de specii de animale. Situl a fost protejat și ca arie specială de conservare în aprilie 2014.

## Biodiversitate
Situată în ecoregiunea alpină, aria protejată conține 9 habitate naturale: Pajiști boreale și alpine pe substrat silicios, Mlaștini turboase de tranziție și turbării mișcătoare, Grohotișuri silicioase de la nivelul montan până la nivelul zăpezii (Androsacetalia alpinae și Galeopsietalia ladani), Pajiști alpine și boreale, Formațiuni ierboase bogate în specii de Nardus, dezvoltate pe substraturi silicioase în zone montane (și în zone submontane, în Europa continentală), Liziere de ierburi înalte hidrofile de câmpie și de nivel montan până la alpin, Pante stâncoase silicioase cu vegetație casmofită, Fânețe montane, Tufărișuri subarctice cu Salix spp..
La baza desemnării sitului se află mai multe specii protejate de  păsări (42): inărița (Acanthis flammea), uliu păsărar (Accipiter nisus), ciocârlie-de-câmp (Alauda arvensis), potârnichea de stâncă (Alectoris graeca saxatilis), fâsă de pădure (Anthus spinoletta), fâsă de pădure (Anthus trivialis), lăstunul mare (Apus apus), acvilă de munte (Aquila chrysaetos), buha (Bubo bubo), șorecarul comun (Buteo buteo), mierla de apă (Cinclus cinclus), șerpar (Circaetus gallicus), porumbel gulerat (Columba palumbus), corb (Corvus corax), cioară neagră (Corvus corone), lăstun de casă (Delichon urbicum), Eudromias morinellus, vânturel roșu (Falco tinnunculus), cinteză (Fringilla coelebs), zăgan (Gypaetus barbatus), rândunică (Hirundo rustica), Lagopus muta helvetica, câneparul (Linaria cannabina), forfecuță gălbuie (Loxia curvirostra), prigoare (Merops apiaster), mierlă de piatră (Monticola saxatilis), cinghiță alpină (Montifringilla nivalis), pietrar sur (Oenanthe oenanthe), pițigoi de brădet (Periparus ater), cormoran mare (Phalacrocorax carbo), codroș de munte (Phoenicurus ochruros), Prunella collaris, Ptyonoprogne rupestris, stăncuță alpină (Pyrrhocorax graculus), mărăcinar (Saxicola rubetra), silvie-mică (Sylvia curruca), Tachymarptis melba, fluturașul de stâncă (Tichodroma muraria), pănțărușul (Troglodytes troglodytes), sturz (Turdus pilaris), mierlă gulerată (Turdus torquatus), sturzul de vâsc (Turdus viscivorus)
Pe lângă speciile protejate, pe teritoriul sitului au mai fost identificate 42 de specii de plante, 1 specie de amfibieni, 6 specii de mamifere, 10 specii de nevertebrate, 3 specii de reptile.